# Josef Feistmantl
Josef Feistmantl (* 23. Februar 1939 in Hall in Tirol; † 10. März 2019) war ein österreichischer Rennrodler und Olympiasieger.

## Leben
Der gelernte Optikermeister wurde bei den Olympischen Winterspielen von Innsbruck 1964 gemeinsam mit seinem Salzburger Partner Manfred Stengl erster Olympiasieger im Doppelsitzer. Nachdem die beiden Österreicher im ersten Lauf mit 50,57 s bereits Bahnrekord erzielt hatten, gingen sie mit einem beruhigenden Vorsprung in den zweiten Durchgang und gewannen überlegen die Goldmedaille vor ihren Landsleuten Reinhold Senn und Helmut Thaler.
Im Einsitzerbewerb, der durch den tödlichen Unfall des britischen Rodlers Kazimierz Kay-Skrzypeski im Training überschattet wurde, erreichte Feistmantl beim Sieg von Thomas Köhler den für ihn enttäuschenden fünften Platz. Weitere Erfolge feierte der Tiroler mit dem Titelgewinn im Doppelsitzer bei der Europameisterschaft 1967 am Königssee und dem Gewinn des Weltmeistertitels im Einsitzer 1969 ebenfalls am Königssee. Österreichischer Meister war er im Einzel 1962, 1963, 1966, 1967 und 1970, im Doppelsitzer 1961, 1963, 1964 und 1965. Josef Feistmantl beendete seine Karriere im Jahr 1972.
Bei der Eröffnungsfeier der Olympischen Winterspiele 1976 in Innsbruck entzündeten Christl Haas und er das olympische Feuer.
Feistmantl starb am 10. März 2019 zwei Wochen nach seinem 80. Geburtstag. Er wurde in Kufstein bestattet.

## Auszeichnungen (Auszug)
- 1996: Goldenes Ehrenzeichen für Verdienste um die Republik Österreich[3]
- 2005: FIL Hall of Fame